# Francis Ebejer
Francis Ebejer, malteški dramatik in romanopisec, * 28. avgust 1925, Dingli, Malta, † 10. junij 1993, St. Julian's.
Ebejer je študiral medicino na Univerzi Malte med 1942 in 1943, nato pa je šolanje opustil, ker je začel delati kot tolmač iz angleškega v italijanski jezik v 8. armadi britanskih sil v Tripolitaniji, Severna Afrika (1943–44). Po vojni je postal učitelj, po zaključku študija na St Mary's Training College, Twickenham, Middlesex (1948–50) je bil imenovan za ravnatelja osnovne šole na Malti, kjer je bil zaposlen do 1977.
Njegovi najbolj znani romani so: A Wreath of Maltese Innocents (Venec nedolžnih Maltežanov, 1958), Wild Spell of Summer (Divji urok poletja, 1968), In the Eye of the Sun (Sredi žarkega sonca, 1969), Requiem for a Malta Fascist (Rekviem za malteškega fašista, 1980), Leap of Malta Dolphins (Skok malteških delfinov, 1982) in The Malta Baron and I Lucian (Malteški baron in jaz, Lucian; dvojnik Rekviema), ki je bil objavljen posthumno leta 2002.